# Емамзаде-Абдолла (Марказі)
Емамзаде-Абдолла (перс. امامزاده عبدالله) — село в Ірані, у дегестані Чагар-Чешме, у бахші Камаре, шагрестані Хомейн остану Марказі. За даними перепису 2006 року, його населення становило 12 осіб, що проживали у складі 4 сімей.

## Клімат
Середня річна температура становить 11,49 °C, середня максимальна – 30,85 °C, а середня мінімальна – -12,27 °C. Середня річна кількість опадів – 240 мм.
| Клімат поселення                              | Клімат поселення | Клімат поселення | Клімат поселення | Клімат поселення | Клімат поселення | Клімат поселення | Клімат поселення | Клімат поселення | Клімат поселення | Клімат поселення | Клімат поселення | Клімат поселення | Клімат поселення |
| Показник                                      | Січ.             | Лют.             | Бер.             | Квіт.            | Трав.            | Черв.            | Лип.             | Серп.            | Вер.             | Жовт.            | Лист.            | Груд.            |                  |
| Середній максимум, °C                         | 6,76             | 8,77             | 13,24            | 19,51            | 24,82            | 30,50            | 30,85            | 30,76            | 26,08            | 19,58            | 12,52            | 7,12             |                  |
| Середня температура, °C                       | −2,76            | −0,74            | 3,73             | 10,02            | 15,30            | 21,00            | 24,92            | 24,82            | 20,16            | 13,64            | 6,58             | 1,20             |                  |
| Середній мінімум, °C                          | −12,27           | −10,25           | −5,78            | 0,50             | 5,79             | 11,48            | 19,00            | 18,89            | 14,24            | 7,72             | 0,65             | −4,73            |                  |
| Норма опадів, мм                              | 38               | 38               | 44               | 30               | 22               | 3                | 2                | 1                | 0                | 6                | 23               | 33               |                  |
| Середньомісячна швидкість вітру, м/с          | 1.26             | 2.02             | 2.54             | 2.67             | 2.46             | 2.29             | 2.26             | 2.13             | 2.10             | 1.82             | 1.56             | 1.30             |                  |
| Середньомісячна сонячна радіація, кДж/м²·день | 9820             | 12916            | 15515            | 18767            | 22659            | 26872            | 25837            | 24458            | 21565            | 16232            | 11475            | 9462             |                  |
| --------------------------------------------- | ---------------- | ---------------- | ---------------- | ---------------- | ---------------- | ---------------- | ---------------- | ---------------- | ---------------- | ---------------- | ---------------- | ---------------- | ---------------- |
| Джерело:                                      |                  |                  |                  |                  |                  |                  |                  |                  |                  |                  |                  |                  |                  |